# Mohamed Essahel
Mohamed Amine Essahel (17 februari 2003) is een Marokkaans voetballer die in het seizoen 2021/22 door de Academie Mohammed VI de Football wordt verhuurd aan KAS Eupen.

## Carrière
Essahel genoot zijn jeugdopleiding bij de Academie Mohammed VI de Football. Eind augustus 2021 werd hij, samen met Anas Nanah, voor één seizoen uitgeleend aan de Belgische eersteklasser KAS Eupen. Aanvankelijk sloot hij er aan bij de beloften. Op 16 januari 2022 maakte hij er zijn officiële debuut in het eerste elftal: op de 22e competitiespeeldag mocht hij van trainer Stefan Krämer tegen Cercle Brugge in de 70e minuut invallen voor Nanah.

## Clubstatistieken
| Seizoen         | Club            | Land            | Competitie      | Competitie | Competitie | Beker | Beker | Supercup | Supercup | Europees | Europees | Totaal | Totaal |
| Seizoen         | Club            | Land            | Competitie      | Wed.       | Dlp.       | Wed.  | Dlp.  | Wed.     | Dlp.     | Wed.     | Dlp.     | Wed.   | Dlp.   |
| --------------- | --------------- | --------------- | --------------- | ---------- | ---------- | ----- | ----- | -------- | -------- | -------- | -------- | ------ | ------ |
| 2021/22         | → KAS Eupen     | Vlag van België | Eerste klasse A | 1          | 0          | 0     | 0     | —        | —        | —        | —        | 1      | 0      |
| Carrière totaal | Carrière totaal | Carrière totaal | Carrière totaal | 1          | 0          | 0     | 0     | 0        | 0        | 0        | 0        | 1      | 0      |

Bijgewerkt op 16 januari 2022.
2 Van Genechten ·
6 Kennedy ·
6 Baiye ·
7 Nuhu ·
8 Möhwald ·
9 Emond ·
10 Charles-Cook ·
11 Bitumazala ·
14 Deom ·
15 Piron ·
17 Widlarz ·
18 Keita ·
19 Pantović ·
20 Pattynama ·
22 Hendrickx ·
24 Ejike ·
25 Malhage ·
26 Youssou Niang ·
28 Paeshuyse ·
29 Alloh ·
30 Gorenc ·
32 Plastun ·
33 Nurudeen ·
36 Chavet ·
38 Di Matteo ·
44 Renner ·
47 Maréchal ·
56 Filorizzo ·
58 Dalla Costa ·
61 Çalışkan ·
70 Oguns ·
90 Gedikli ·
99 Roufosse ·
Coach: Selimbegović